# Fuero

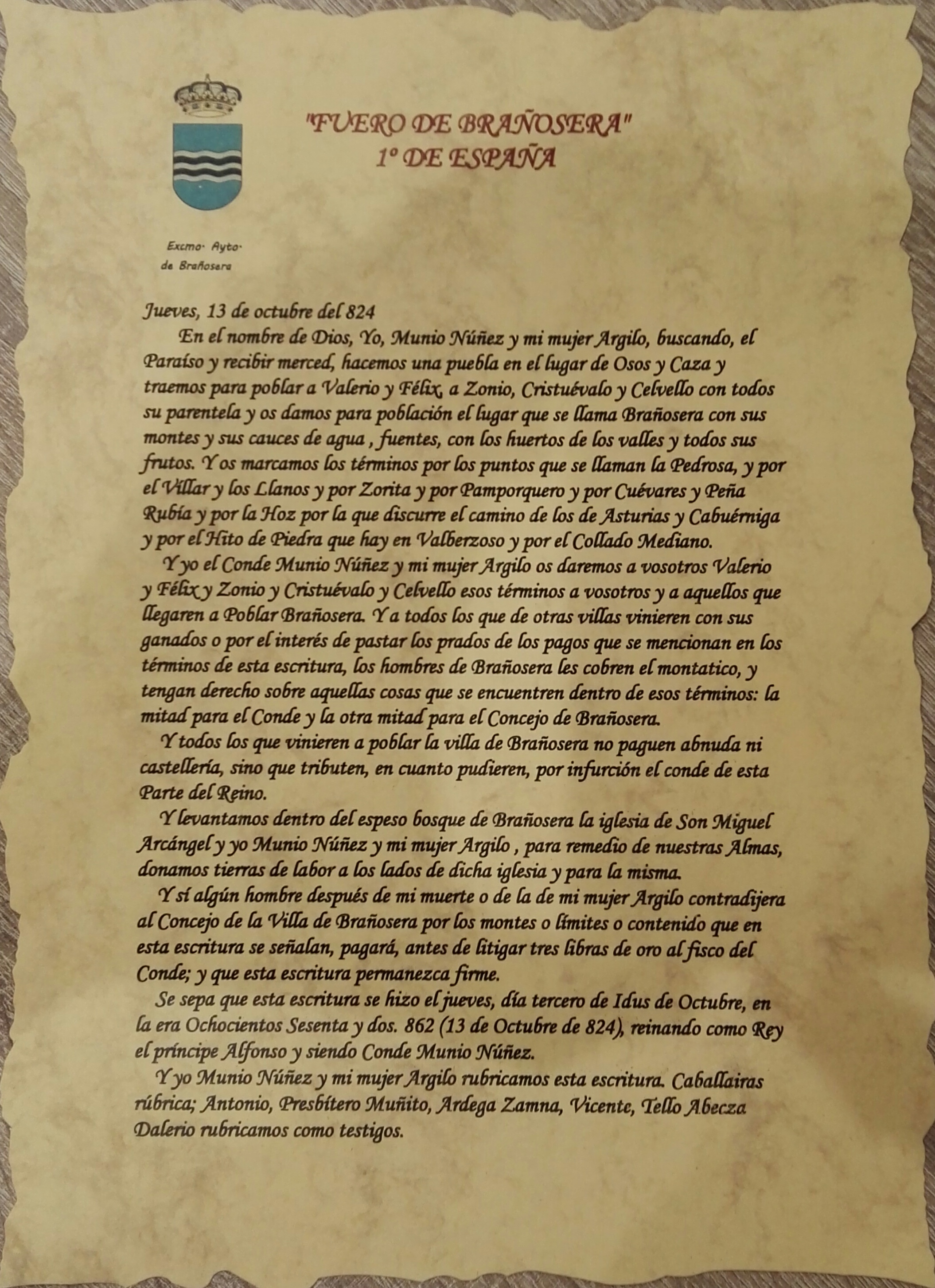
Reprodukcja pamiątkowa aktu nadania fuera Brañoserze, uważanego za pierwsze tego typu prawo w Hiszpanii

Fuero (l.mn. fueros) – przywileje o charakterze municypalnym nadawane istniejącym, bądź nowo zakładanym miastom w Kastylii i Aragonii w okresie rekonkwisty. Początkowo pełniły jedynie funkcję uzupełniającą wobec prawa zwyczajowego, z czasem zastąpiły je. Nadawane przez władcę bądź lokalnego możnego dla każdego miasta osobno. Sankcjonowały one posiadanie przez miasto rady (consejo), będącej zgromadzeniem przedstawicieli obywateli miasta. Rada początkowo brała udział we wprowadzaniu nowych praw. Po uzyskaniu w 1118 przez miasto Burgos prawa zezwalającego na posiadanie sędziego królewskiego, mianowanego na stanowisko spośród obywateli przez władcę (w tym przypadku przez królową kastylijską Urrakę), które było wstępem do zwiększania uprawnień rady, doszło w konsekwencji do ukształtowania się samorządu miejskiego. W 1177 nadano fuero dla miasta Cuenca, które było nie tylko najbardziej rozbudowane, ale stało się też podstawą dla kolejnych przywilejów.
Termin "fuero" nie ma swojego odpowiednika we współczesnej polszczyźnie, bywa tłumaczony jako "stare prawa", "prawa lokalne", "przywileje regionalne" i podobnie. Jeden z historyków myśli politycznej za zbliżony termin staropolski uznał "lauda".